# 塞尔迈湾
塞尔迈湾（英語：Thermaic Gulf），是爱琴海北岸的一个海湾，位于希腊北部，临岸最大城市是塞萨罗尼基（新約聖經中譯作帖撒羅尼迦），因该城古名塞尔玛而得名。古罗马有时称该湾为马其顿湾，现代亦有人称其为萨洛尼卡湾。